# 循礼门站 (国铁)
循礼门站，旧称汉口循礼门站、汉口站循礼门货场，是京广附属线（京广铁路）上一座已关闭的货运车站，位于湖北省武汉市江汉区京汉大道与江汉路交汇处，建于1916年，站址中心在京广铁路（京广附属线）K1192+062处。1948年，该站并入汉口车站（大智门站）。1950年起成为汉口站的货场。1991年汉口站（大智门）搬迁后，循礼门复设车站，定为四等站。1996年随京广附属线停用而被废除。2009年该站仅存站舍被拆除。2012年站舍在原址西北数十米处重建，作为武汉地铁2号线的出入口使用。

## 历史
1916年，循礼门站建成，是京汉线上的一个货运小站。建站初期，有股道4条，站舍面积164平方米，另在车站东北建有一条专用线前往旧英租界，该专用线在三十年代拆除，现为崇善路。歆生路（江汉路）横亘车站正中，将站场一分为二，直至京广附属线拆除。此亦是该站场最为显著的特征。
1948年，该站并入汉口车站（大智门站）。1950年起成为汉口车站货场。1956年，车站西南侧的中苏友好宫建成，为方便苏联展览品的运输与展览，在友好宫临铁路一侧增设一条展览馆专线，道岔由货场管理。该专用线旋即在1959年拆除。
至1985年底，有货物装卸线2条，货物雨棚10座，货物站台4座，货场总面积18000平方米。
1991年汉口车站搬迁至金家墩，原车站客场改为汉口乘降所，循礼门货场复设为车站。1996年京广附属线封闭拆除，车站随之停用。
2004年，在车站北侧旧京汉铁路原址上建设的武汉地铁1号线投入运营。1号线循礼门站紧临车站原址。
至2009年，该车站建筑还剩下站房、天棚、站台。因大智门站站台已拆除，故该车站原址残存的站台是武汉最老的火车站台。2009年，该站余下部分被拆除，和记黄埔（现和長江实业重组成長和）在原址做商业开发。2012年作为武汉地铁2号线循礼门地铁站出入口原样重建，但并未如拆除时承诺那般使用了所有原来的建筑材料，而是使用了部分原来的砖瓦进行装饰。

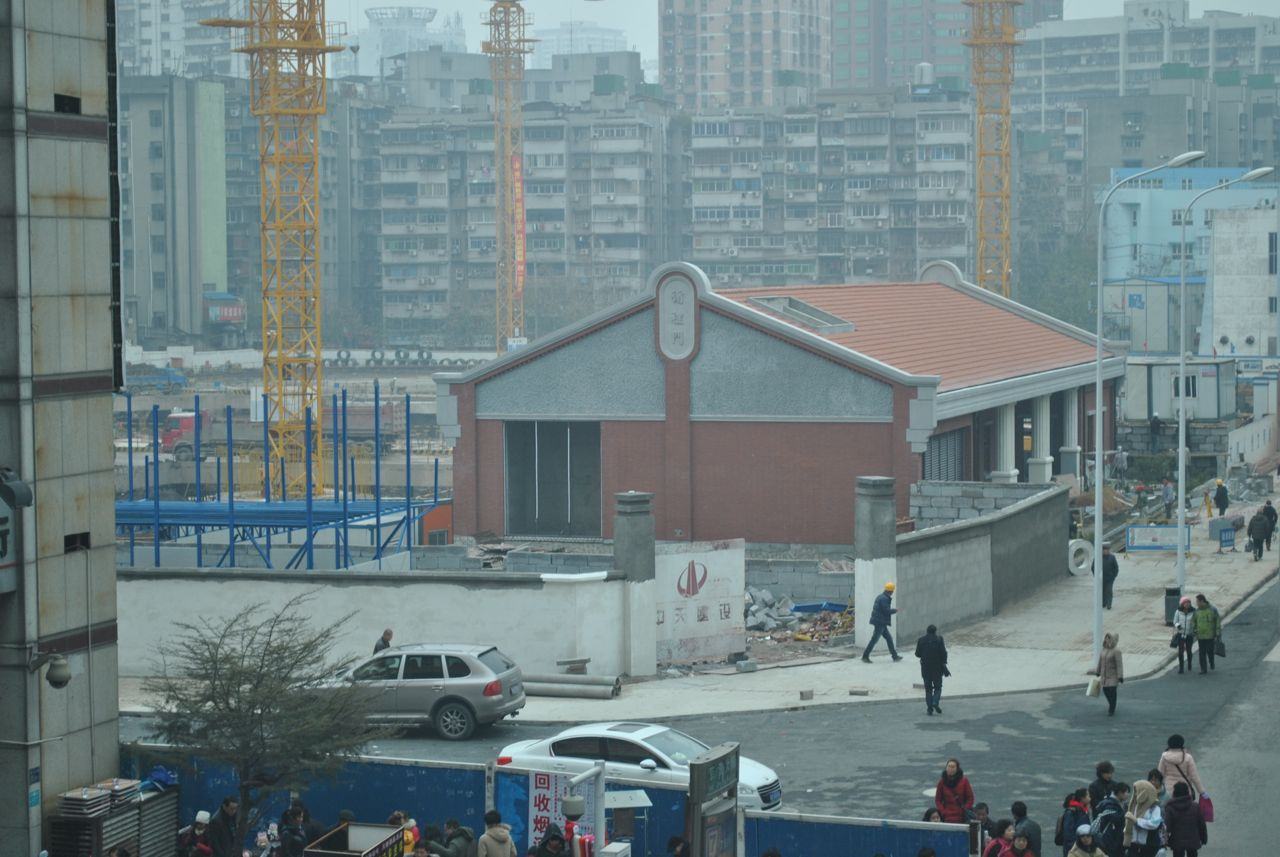
重建后作为地铁2号线循礼门站出入口使用的循礼门火车站
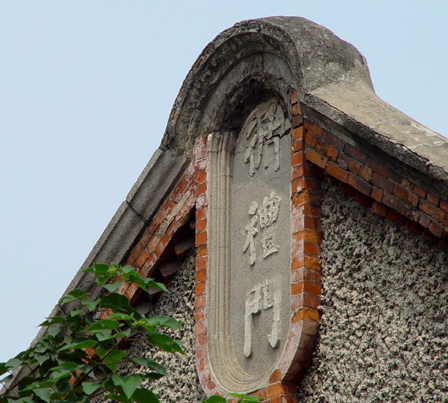
拆除前火车站的站房上的站名
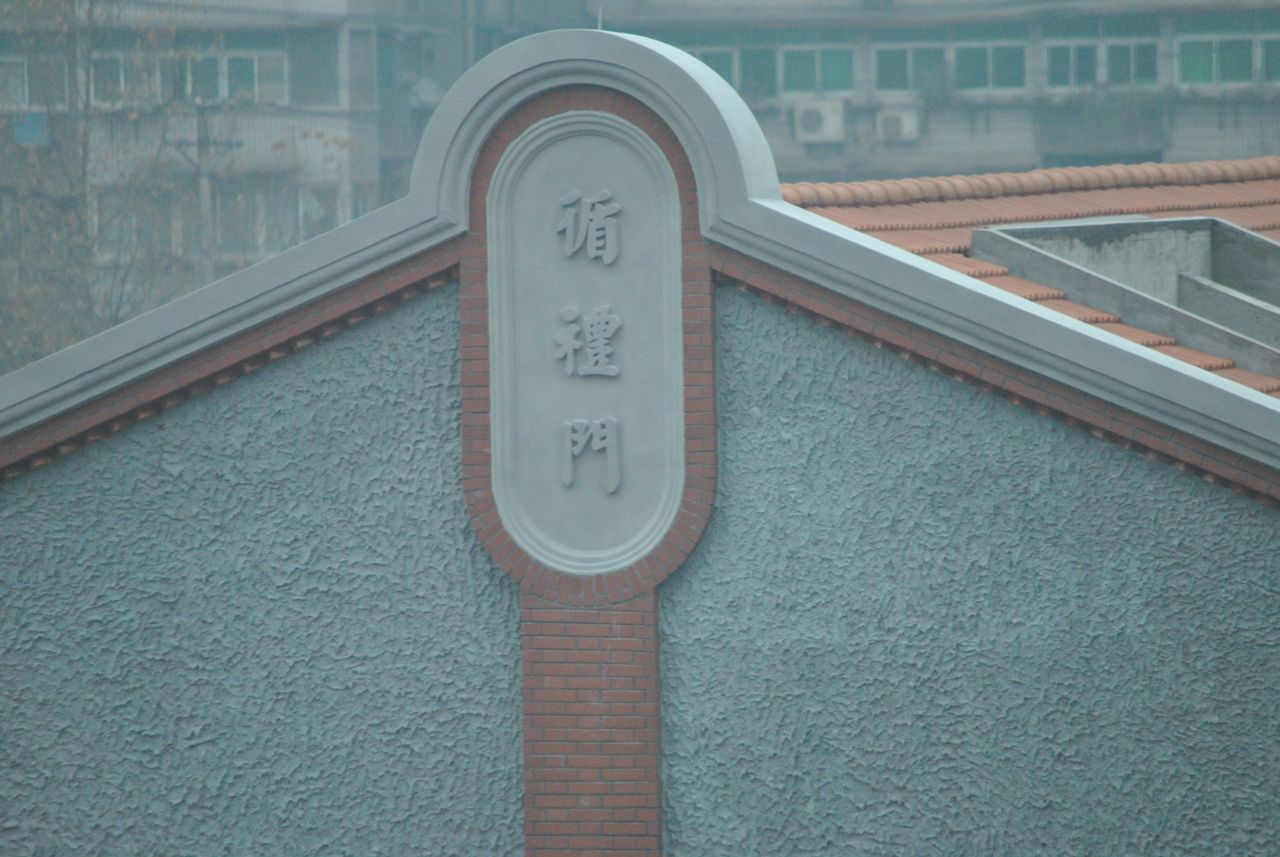
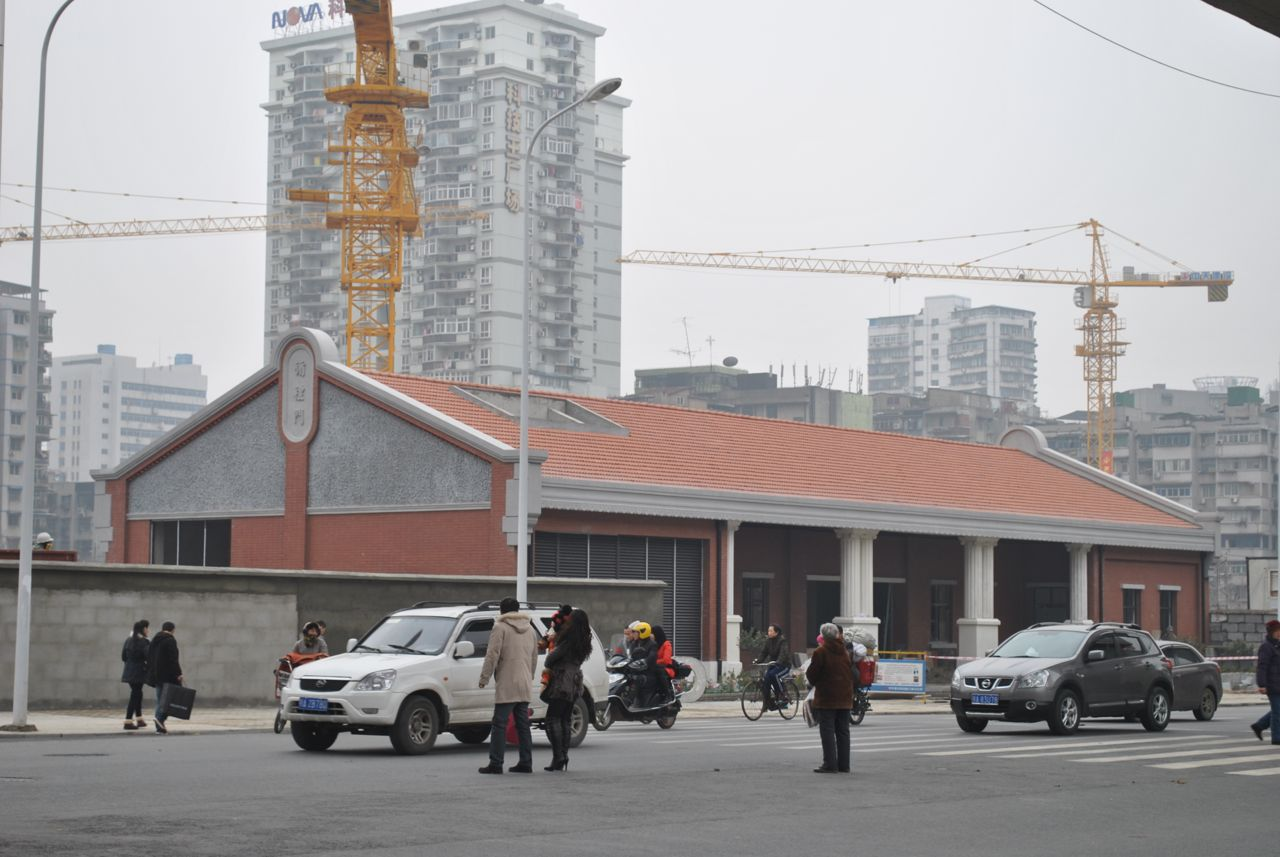

## 站线配置

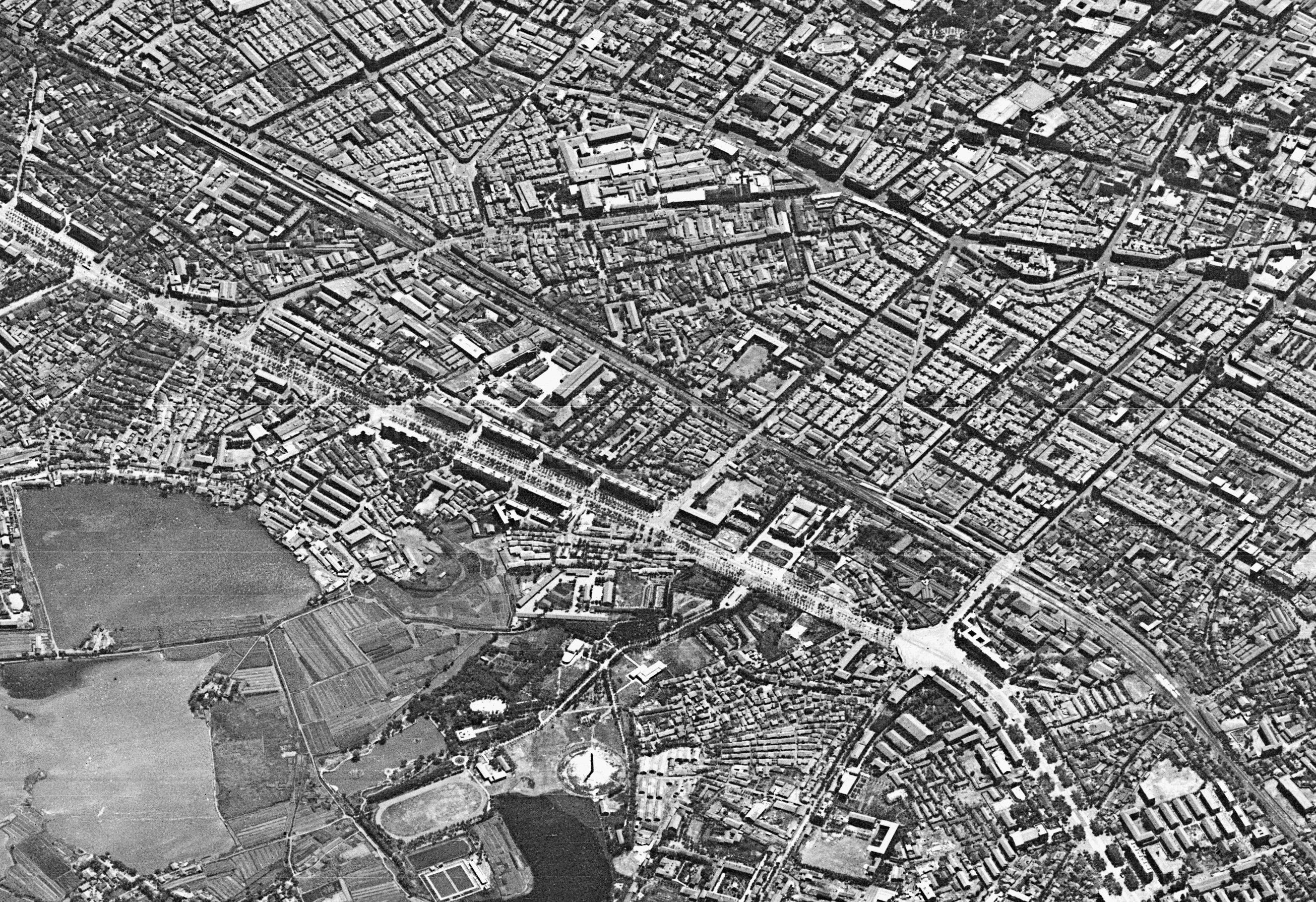
美国利用日冕计划所拍摄的汉口场与循礼门场及附近区域全图（1967年）

| 线路编号 | 用途     | 有效长 （米） | 换算车容量 （辆） | 换算车容量 （辆） | 最大换算车容量 （辆） | 最大换算车容量 （辆） | 备注         |
| 线路编号 | 用途     | 有效长 （米） | 按11米            | 按14.3米          | 按11米                | 按14.5米              | 备注         |
| -------- | -------- | ------------- | ----------------- | ----------------- | --------------------- | --------------------- | ------------ |
| Ⅰ        | 正线     | 768           | 64.3              | 49.5              | 69.8                  | 53.7                  |              |
| 2        | 到发     | 642           | 52.9              | 40.7              | 58.3                  | 44.8                  |              |
| 3        | 货物     | 597           | 30.4              | 23.4              | 30.4                  | 23.4                  |              |
| 4        | 货物     | 609           | 29.1              | 22.4              | 29.1                  | 22.4                  |              |
| 5        | 存车     | 135           | 11.3              | 8.7               | 11.3                  | 8.7                   | 尽头线       |
| 6        | 循汉走行 | 583           | 47.5              | 36.5              | 53.0                  | 40.7                  | 兼调车牵出线 |

## 相邻车站
汉口车站循礼门货场（循礼门站）下行正线西南接玉带门站，上行正线东北接汉口车站客场（大智门站）。